# جورج ماكغينيس
جورج ماكغينيس (بالإنجليزية: George McGinnis) مواليد 12 أغسطس 1950 في إنديانابوليس، هو لاعب كرة سلة أمريكي سابق بدأ مسيرته الاحترافية في سنة 1971 وحمل الرقم 30. بلغ طوله 6 قدم 8 بوصة (2.0 م). اعتزل اللعب في 1982.

## فرق لعب لها
- إنديانا بايسرز
- فيلادلفيا سفنتي سيكسرز
- دنفر ناغتس

## روابط خارجية
- جورج ماكغينيس على موقع إن بي أي (الإنجليزية)
- جورج ماكغينيس على موقع سبورتس رفرنس (الإنجليزية)
- جورج ماكغينيس على موقع كلية كرة السلة في سبورتس رفرنس.كوم (الإنجليزية)
- جورج ماكغينيس على موقع ريلجم (الإنجليزية)
- جورج ماكغينيس على موقع بروبوليرز (الإنجليزية)